# Phúc Diễn
Phúc Diễn là một phường thuộc quận Bắc Từ Liêm, thành phố Hà Nội, Việt Nam.

## Địa lý
Phường Phúc Diễn nằm ở trung tâm quận Bắc Từ Liêm, có vị trí địa lý:
- Phía đông giáp phường Phú Diễn và quận Nam Từ Liêm
- Phía tây và phía bắc giáp phường Minh Khai
- Phía nam giáp quận Nam Từ Liêm.

Phường có diện tích 2,17 km², dân số năm 2013 là 23.734 người, mật độ dân số đạt 10.936 người/km².

## Lịch sử

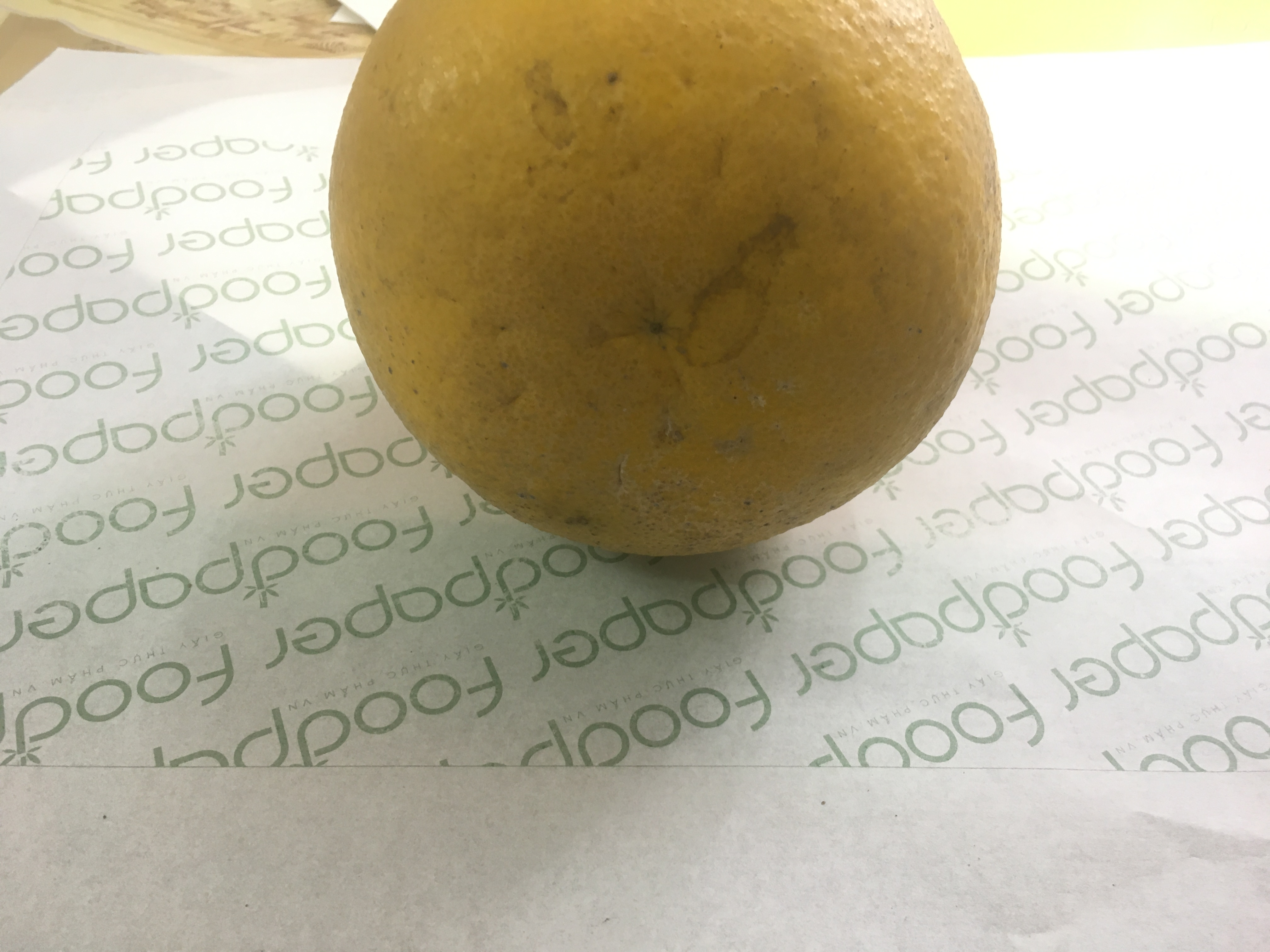
Bưởi Diễn

Phường Phúc Diễn được thành lập vào ngày 27 tháng 12 năm 2013 trên cơ sở điều chỉnh 209,03 ha diện tích tự nhiên và 21.820 người của xã Phú Diễn, 8 ha diện tích tự nhiên và 1.914 người của thị trấn Cầu Diễn thuộc huyện Từ Liêm cũ.
Sau khi thành lập, phường có 217,03 ha diện tích tự nhiên và 23.734 người.